# USS LST-877
O USS LST-877 foi um navio de guerra norte-americano da classe LST que operou durante a Segunda Guerra Mundial.